# Страна багровых туч
«Страна́ багро́вых туч» — приключенческая фантастическая повесть, первое крупное произведение Аркадия и Бориса Стругацких. Замысел повести возник у Аркадия Стругацкого во время военной службы на Камчатке, первые наброски и черновики датированы 1952—1954 годами. Основной текст написан братьями Стругацкими в 1956—1957 годах и подвергся далее существенной редакционной правке. Книга была подписана в печать в 1959 году, вызвала преимущественно положительную реакцию критиков и коллег-писателей. Аркадий и Борис Стругацкие сразу стали одними из самых известных советских фантастов.
Повесть написана в жанре научно-технической и героической фантастики; сюжет повествует об экспедиции советских людей конца XX века на планету Венера. Для решения этой задачи советские и китайские конструкторы создали принципиально новый космический корабль — фотонный планетолёт «Хиус». После высадки на негостеприимной планете шестёрке советских космонавтов и геологов (Ермаков, Спицын, Быков, Юрковский, Дауге, Крутиков) предстоит добраться до Урановой Голконды — гигантского месторождения тяжёлых элементов. Эта задача решена ценой гибели командира экспедиции Ермакова и первого пилота Спицына. Несколько героев повести (Быков, Юрковский, Дауге, Крутиков) стали сквозными персонажами, действующими в последующих произведениях Стругацких «Путь на Амальтею» и «Стажёры».
В 1959 году повести была присуждена третья премия на конкурсе лучшей книги о науке и технике для детей школьного возраста Министерства просвещения РСФСР (первой премии тогда удостоился И. А. Ефремов за роман «Туманность Андромеды»). Это была единственная официальная советская литературная награда Стругацких до 1981 года. Сами Стругацкие невысоко оценивали достоинства своего произведения, «Страна багровых туч» переиздавалась в советское время лишь в 1960 и 1969 годах. Популярность повести, однако, была проверена временем, и с 1993 года она регулярно переиздаётся в авторских сборниках и собраниях сочинений. В середине 1990-х годов группа исследователей-стругацковедов во главе с С. П. Бондаренко при участии Б. Н. Стругацкого предприняла восстановление текста «Страны багровых туч» в максимальном приближении к авторскому замыслу. Этот вариант также многократно переиздавался.

## Сюжет
Примечание: Изложение сюжета приведено по первоначальному изданию повести

### Часть 1. Седьмой полигон
Время действия повести — приблизительно конец XX века (в черновиках указывалась конкретная дата — 1985 год), герои упоминают рассказ Ивана Ефремова «Олгой-Хорхой» как «написанный полвека назад». Место действия — Союз Советских Коммунистических Республик (ССКР). Повествование ведётся от третьего лица, события показаны главным образом с позиции Алексея Петровича Быкова, специалиста по транспортным машинам с ядерным приводом, три года проработавшего в пустыне Гоби. Быкова командируют в Москву, в Государственный комитет межпланетных сообщений; там он получает предложение участвовать в планируемой экспедиции на Венеру. Быков никогда не думал о работе космонавта, но соглашается и становится членом экипажа экспериментального фотонного планетолёта «Хиус-2». В экипаже «Хиуса» — его знакомый по работе в Гоби геолог и биолог Григорий Дауге. Командир экспедиции — Анатолий Борисович Ермаков, в составе также пилот Богдан Спицын (прирождённый космонавт — первый человек, родившийся на Марсе), штурман Михаил Крутиков и геолог Владимир Юрковский. Последний явно недоволен появлением Быкова, так как того утвердили в экспедицию вместо давнего друга Юрковского.
Быков вместе с остальными членами экипажа проходит предполётную подготовку на заполярном Седьмом полигоне и узнаёт подробности предстоящей экспедиции. Первая задача — испытания фотонного планетолёта «Хиус-2» и оценка его пригодности для полёта к планетам с тяжёлыми атмосферными условиями. Вторая задача — сугубо прикладная. На Венере обнаружен аномальный регион, названный «Урановой Голкондой» (в позднее написанной повести «Путь на Амальтею» уточняется, что Голконда возникла в результате столкновения Венеры с метеоритом из антивещества). Эта территория исключительно богата рудами тяжёлых элементов; концентрация их столь высока, что в почве возникают и идут самопроизвольные цепные реакции. Исследование и промышленная разработка Голконды невозможна: недостаточная мощность и запас хода ядерных ракет, отсутствие точных данных о географии поверхности планеты и бешеный, непредсказуемый характер атмосферы Венеры делают все попытки высадки на планету граничащими с самоубийством. Из восьми попыток высадки на Венере шесть окончились полной неудачей, из более чем десятка исследователей лишь двое вернулись; один из них — командир «Хиуса» Ермаков. Теперь надежды возлагаются на «Хиус-2», имеющий огромную мощность двигателя и манёвренность. Разведчикам предстоит сесть как можно ближе к границам Голконды, найти или построить посадочную площадку, на которую могли бы садиться все типы космических кораблей, и оснастить её радиомаяками для точного привода. Предстоит также расследовать загадочную гибель геолога Тахмасиба Мехти и его товарищей по предыдущей экспедиции в районе Урановой Голконды и его предсмертное предостережение «Бойтесь красного кольца».

### Часть 2. Пространство и люди
Стартовав с Земли, «Хиус-2» направляется к Венере. Быков знакомится на практике с особенностями космического полёта, а также узнаёт о некоторых не афишируемых нюансах этой экспедиции. Фотонный привод — дело новое. За него горой стоит Краюхин, учитель Ермакова, отвечающий за организацию экспедиции. Но у него есть противники: те, кто объявлял идею фотонного корабля утопией, будут рады, если «Хиус» не оправдает надежд, тем более что предшественник «Хиуса-2», «Хиус-1», по невыясненной причине взорвался во время испытательного полёта. Для выполнения основной задачи экспедиции — создания ракетодрома рядом с Голкондой — Ермаков может и обязан рисковать, но как ученик и единомышленник Краюхина он понимает, что, если они выполнят задачу, но не вернутся — это наверняка будет использовано для дискредитации крайне перспективного направления космической технологии.
Корабль в пути попал в протонный поток, выброшенный Солнцем, что едва не стоило героям жизни, затем внезапно полностью пропадает связь с Землёй, хотя вся аппаратура в порядке. Причины непонятны, есть лишь предположение, что этот странный эффект является следствием неких неизученных особенностей пространства, проявляющихся при высоких скоростях полёта. В период перебоев со связью экипаж «Хиуса» становится свидетелем трагедии: принимает по радио сигнал с потерпевшего аварию у Марса космического корабля, на котором последний оставшийся в живых космонавт, выяснив, что ему не хватит кислорода, чтобы дождаться помощи, прощается и сам открывает люки в безвоздушное пространство. Прибыв на орбиту Венеры, экспедиция посещает орбитальную станцию «Циолковский», с которой ведётся изучение планеты, и начинает посадку. После приземления на поверхности Венеры оказывается, что космонавты угодили в болото.

### Часть 3. На берегах Урановой Голконды
После приземления на Венеру оказалось, что планетолёт сел в нескольких сотнях километров от границ Голконды на тритиевое болото, окружённое кольцом скал: возможно, это кратер грязевого вулкана. Положение «Хиуса» небезопасно, корабль может провалиться и затонуть, но попытка без средств навигации перелететь через горы ещё опаснее. Ермаков решил оставить корабль на месте. Поставив дежурным на «Хиусе» Крутикова, отряд отправляется к цели на атомном вездеходе, рассчитывая, что после подготовки ракетодрома и установки маяков планетолёт перебазируется и заберёт разведывательный отряд.
Отряд на вездеходе попадает в чёрную бурю из вулканического пепла и далее находит разбитый планетолёт индийского астронавта Бондепадхая, погибшего при попытке покорения Венеры в одиночку. Затем во время преодоления горной цепи бесследно пропадает Спицын. В его поисках участники экспедиции обшаривают всю окружающую местность, но тщетно. Когда становится ясно, что у Спицына закончился кислород, Ермаков даёт команду на продолжение пути. Быков силой сажает в вездеход Юрковского, не желающего бросать поиски, что ещё больше усиливает неприязнь Владимира к Алексею. За горами («Зубами Венеры» — из-за их остроконечной формы) находится пустыня, над которой нависает красное небо с багровыми тучами: радиоактивная Голконда постоянно подсвечивает небо, и рядом с ней никогда не бывает ночи. Экспедиция выходит на периметр Голконды, ищет подходящее место для ракетодрома, а затем начинает оборудовать площадку, взрывая мешающие скалы. Все герои страдают от лучевой болезни. Григорий Дауге заболевает загадочной «песчаной горячкой», при которой нормальное состояние чередуется с периодами помрачения рассудка; в такие периоды Дауге то стреляет по несуществующим змеям, то «видит» Богдана Спицына и беседует с ним. 16 сентября 19… года Ермаков именем Союза Советских Коммунистических Республик объявил Урановую Голконду собственностью человечества.
Во время очередного сеанса связи с «Хиусом» Ермаков слышит вскрик Крутикова, после которого связь прерывается. На случай прекращения радиоконтактов было условлено, что в определённое время будут запущены сигнальные ракеты, чтобы показать новое месторасположение корабля. Ермаков действительно видит в бинокль вспышки, похожие на сигнальные ракеты, но время запуска не совпадает с условленным; непонятно, были это действительно сигналы с корабля или просто атмосферные явления. Связь так и не восстанавливается. В то же время происходили следующие события: Крутиков во время разговора с командиром почувствовал сотрясение корабля и понял, что «Хиус» проваливается в трясину. Опрокидывание корабля сделало бы старт невозможным. Михаил, вскрикнув от ужаса (именно этот крик услышал Ермаков), успел запустить фотореактор и увёл корабль с болота, приземлившись на каменистое плато всего в нескольких десятках километров: «Хиус» удивительно легко управлялся. Связь с экспедицией была потеряна из-за поломки антенн, и Крутиков запустил сигнальные ракеты. Позже он обнаружил, что его наручные часы отстали на 12 минут. Ракеты были запущены не вовремя, не было уверенности, что их заметят товарищи.
После установки радиомаяков разведчики отправились назад, но из-за трагической случайности вездеход попал под подземный ядерный взрыв. Ермаков гибнет в оплавленном вездеходе, а у Дауге тяжело обожжены ноги. На фоне трагедии раскрывается «загадка Тахмасиба»: «красное кольцо» — это небелковая форма жизни, питающаяся радиоактивным излучением; появление её колоний на поверхности предвещает взрыв. Кислорода у выживших остаётся на пару дней, а потом придётся дышать воздухом Венеры, пропущенным через фильтры. Быков и Юрковский, задыхаясь в раскалённой атмосфере, бедной кислородом, тащат на себе раненого Дауге. Забыв взаимную неприязнь, они раз за разом спасают друг другу жизнь. Придя к бывшей стоянке «Хиуса» и не найдя своего корабля, Быков идёт по координатам Ермакова: он верит расчётам погибшего капитана, практически никогда не делавшего ошибок. Юрковский не в состоянии идти дальше, и Быков тянет товарищей по земле, привязав их к себе ремнями.
Крутиков, осознав, что больше не может оставаться на «Хиусе», решился выйти наружу, чтобы хоть как-то помочь друзьям. Практически сразу он наткнулся на Алексея Быкова, который, уже ничего не видя, всё равно полз вперёд, волоча за собой Юрковского и Дауге. Придя в себя, Быков и Юрковский слышат по радио позывные установленных ими маяков; Дауге погружён в искусственный сон в лазарете.

### Эпилог
Действие эпилога разворачивается спустя два года после описанных событий; по форме это письмо Юрковского Быкову. Юрковский лежит в госпитале на Венере после второй по счёту экспедиции вокруг Голконды: радиоактивная пустыня пошатнула его здоровье. Быков в это время учится на третьем курсе Высшей школы космогации, он женился, и у него подрастает сын. Упоминается, что Крутиков продолжает летать на «Хиусе», а Дауге после длительного лечения (он пострадал больше всех остальных оставшихся в живых) бомбардирует руководство требованиями о направлении его на Венеру. Много места в письме уделено «штурму» Урановой Голконды, предпринятому после возвращения «Хиуса» и увенчавшемуся закономерным успехом. Из письма ясно, что Юрковский, Быков, Крутиков и Дауге — теперь неразлучные друзья, мечтающие совместно участвовать в космических экспедициях.

## История создания и публикации

### Замысел
В переписке братьев Аркадия и Бориса Стругацких не единожды упоминались замыслы крупных по форме научно-фантастических произведений. Старший из братьев 4 августа 1951 года даже предлагал обратиться за советом к Ивану Ефремову. В письме 24 октября 1952 года упоминается замысел под названием «Берег Горячих Туманов», сопряжённый с «новой теорией происхождения залежей радиоактивных руд. По этой теории наибольшее их количество должно оказаться на Меркурии». Серьёзным стимулом к занятиям научно-фантастической беллетристикой для А. Н. Стругацкого стало сильнейшее цунами, опустошившее Курильские острова осенью 1952 года; военному переводчику Стругацкому пришлось принимать участие в ликвидации последствий катастрофы. Это обеспечило начинающего писателя новыми впечатлениями, одновременно писание текстов было средством психологической защиты. В письме от 10 декабря 1952 года упоминается дальнейшая разработка замысла «Берега Горячих Туманов», тогда же появилось название «Страна багровых туч», связанное с природными условиями на планете Венера, и это первое упоминание об этой планете в творчестве Стругацких. 23 февраля 1953 года в списке литературных замыслов Аркадия Стругацкого упомянут и «Берег горячих туч» (в том же контексте он именуется ещё «Хиус versus Линда»). В письме 5 марта 1953 года замысел выглядит так:

Конечно, теоретически можно себе представить этакий научно-фантастический вариант «Далеко от Москвы», где вместо начальника строительства будет военно-административный диктатор Советских районов Венеры, вместо Адуна — Берег Багровых Туч, вместо Тайсина — нефтеносного острова — «Урановая Голконда», вместо нефтепровода — что-нибудь, добывающее уран и отправляющее его на Землю. Это — теоретически. Четыре раза пытался я начать такую книгу, написал уже целых полторы главы — это, если считать только основательные попытки. И каждый раз я спотыкался и в отчаянии бросал перо.
В этом же письме Аркадий Стругацкий утверждал, что «я …могу себе представить людей в таких условиях, их быт, нравы, выпивки, мелкие ссоры и большие радости…, мне просто было бы достаточно описать людей, окружающих меня сейчас». В письме от 1 апреля Аркадий Натанович в иронической форме предписывал «Учредить специальную общую тетрадь для занесения …опусов, как бы малы и незначительны они ни были». В письме от 16 мая 1953 года упоминается замысел «Синяя туча Амадзи» — о живых организмах, живущих «не за счёт обмена веществ, а за счёт радиоактивной энергии». Замысел «Страны багровых туч» упоминается в этом же письме как «неотвязный», работа над «С. Б. Т.» упомянута 6 августа 1953 года. Написанный вариант (под названием «Первые») не понравился Борису Стругацкому, в том числе и названием (лучшим названо как раз «С. Б. Т.»). На тему небелковой жизни, питающейся радиоактивными элементами, в 1954 году Аркадий Стругацкий написал повесть «Четвёртое царство».
По сообщениям обоих братьев Стругацких, дальнейшая судьба замысла «Страны багровых туч» была решена в результате пари. В реконструкции биографа Анта Скаландиса, осенью 1954 года Аркадий Стругацкий с женой Еленой Ильиничной, урождённой Ошаниной, выехал в Ленинград в отпуск. Во время очередной встречи «братья увлеклись, с наслаждением и с блеском разнося в пух и прах всю прочитанную ими за последние годы советскую фантастику». Наконец Елена Ильинична предложила им самим написать фантастическую повесть. «И спор был — на бутылку шампанского». Существенным стимулом также было появление в жизни Аркадия Стругацкого его одногруппника по Военному институту иностранных языков, сотрудника АПН «Новости» Льва Петрова. В соавторстве с ним была в 1954—1958 годах написана и опубликована документальная повесть «Пепел Бикини».
Судя по переписке братьев, ситуация была многомернее. 7 апреля 1954 года Борис Стругацкий писал Аркадию на Камчатку, что в редакции фантастики издательства «Молодая гвардия» кризис, ибо, как сообщил ему знакомый литературный работник, «печатают дерьмо». Далее вопрошалось: «А что, если обработать твой проект „Страны багр<овых> туч“ и — туда? Э?». Вернувшись с астрономической практики в Абастумани, в сентябре Борис отправил Аркадию объявление журнала «Техника — молодёжи» о конкурсе на лучшее научно-фантастическое произведение; лучшие рассказы обещалось премировать и опубликовать. 21-летний Борис прямо писал брату, что участие в конкурсе принесёт как минимум тысячный гонорар, позволит «утереть нос современным „эх-фантастам“», и вообще «хорошо будет».

### Работа над рукописью
Архив «Страны багровых туч» собран в большой редакторской папке (вместимостью в три-четыре обычных канцелярских папок). Черновой текст сохранился в двух вариантах целиком, представлены также несколько разрозненных глав, в основном начала первой и третьей частей. Текст повести попадается на обороте черновых рукописей последующих произведений (даже «Трудно быть богом» и «Хищные вещи века»). Беловик не сохранился.
Вызревание замысла и начало совместной работы Стругацких над «Страной багровых туч» плохо документированы, вдобавок до июля 1956 года писем практически не сохранилось. Осталось недатированное письмо, которое, судя по упоминаниям выпускных экзаменов Бориса Стругацкого, относилось к маю 1955 года. Из него следует, что младший из братьев ознакомился с планом повести, написанным Аркадием, и сразу заявил, что третья часть — о приключениях на Венере — «самая выигрышная» и должна содержать множество нетривиальных приключений. Вторая часть, посвящённая космическому перелёту, вызвала следующий упрёк: «Ты впал в обычную ошибку всех авторов-межпланетчиков, когда предвкушаешь старательное обсасывание всевозможных технических подробностей, которые нужны читателю (по себе и прочим сужу), как цитаты из Маркса». Уже в этом варианте был сюжет о гибели астроплана, сигналы с которого улавливают путешественники на Венеру: «Надо сделать так, чтобы они хотели, но совершенно не могли ему помочь».
«Страна багровых туч» была первой успешной попыткой работы братьев Стругацких в соавторстве. В переписке июля — августа 1956 года упоминаются написанные Аркадием Натановичем восемь глав (частично они сохранились в архиве), эти главы он сам называл «скелетом, обросшим массой ракушек, который нужно как следует обчистить и нарастить на него новое полезное мясо». План был разработан Борисом Натановичем. Соавторам не нравилось использование «дубовых и неудобопонятных» технических терминов, но обойтись без них не представлялось возможным. В письме от 31 июля 1956 года рассматривались возможные техники соавторства: либо каждый из Стругацких пишет свои главы отдельно («Синтезировать наши работы будет в таком случае гораздо сложнее»), либо создавать новые эпизоды на основе одобренного совместно плана, «вычёркивать то, что тебе не нравится, добавлять и убавлять, изменять как угодно в пределах основной идеи и заданных действующих лиц и ситуаций». Борис Стругацкий в августе прислал написанную им часть текста, главы из которой («Звездолёт „Астра-12“» и «Будни») были впервые опубликованы в 2001 году. После обсуждения было решено писать разные главы и части по отдельности каждым из соавторов. В результате писательский дебют создавался нетипичным для последующего творчества Стругацких методом: планы составлялись вместе, но в конечном итоге две первых части были написаны единолично Аркадием Натановичем, а третья, заключительная, о приключениях на Венере — Борисом Натановичем. Одновременно шло печатание документальной повести «Пепел Бикини» в журнале «Юность».
В феврале 1957 года Аркадий Стругацкий впервые обратился в издательство «Детгиз» по вопросу будущей публикации. В письме 3 апреля Аркадий планировал приехать в Ленинград на день рождения брата и просил завершить черновик «Страны багровых туч» к этому моменту. К концу апреля рукопись «Страны…» была подана в издательство, ею начал заниматься Исаак Маркович Кассель, но возникла задержка из-за внутренней рецензии. На первичное рассмотрение рукопись была подана Лазарю Лагину, который лестно выразился по адресу авторов, поэтому И. М. Кассель решил ознакомиться с текстом самостоятельно («рецензия разволновала даже его пресыщенное сердце»). В письме от 15 мая 1957 года Аркадий Натанович упоминал о прочтении романа С. Лема «Астронавты», который оценил крайне низко, но его тревожило, что многие эпизоды перекликались с их собственной повестью.
Несмотря на то, что беловик повести не сохранился, по имеющимся архивным материалам можно реконструировать первоначальный замысел в том виде, как он был подан на рассмотрение в издательство. Совершенно иными были имена и, отчасти, профессии персонажей. Так, механик-водитель атомного вездехода («специалист по пустыням») Алексей Петрович Быков первоначально носил фамилию Громыко, и окончание рукописи совпало с назначением нового министра иностранных дел СССР. По роду деятельности Громыко был капитаном автобронетанковых войск Советской Армии. Капитан планетолёта Анатолий Борисович Ермаков был Строговым; впоследствии Стругацкие присвоили эту фамилию вымышленному писателю конца XX — начала XXI века, неоднократно упоминаемому в цикле произведений о мире Полудня. Планетолог Владимир Сергеевич Юрковский был Александром Сергеевичем Бирским, а в самых ранних версиях первых глав у него была фамилия Свирский, которую Стругацкие передали астрофизику в «Стажёрах». Штурман Крутиков изначально был Михаилом Ивановичем (как предсовмина Калинин). Пилот Богдан Богданович Спицын вначале назывался Григорием Степановичем Ершовым. Григорий Иоганнович Дауге поменял даже национальность, ибо изначально являлся Львом Николаевичем Вальцевым («Лёвой»). Менялись имена не только главных персонажей. Друг Ермакова Тахмасиб был Янисом, конструктор маяка Усманов — Куусиненом, инженер чешского спутника Дивишек — Коржичеком, калькуттец Бидхан Бондепадхай — американцем Адамом Эдуардом Коллинзом, космонавты Соколовский и Шрайбер — Кокорышкиным и Миньковским. Как выразился критик В. Дьяконов, в именах персонажей было слишком много совпадений с именами русских писателей-классиков и политических деятелей: «Среди них не хватает только Никиты Сергеевича и Антона Павловича».
Природа Венеры была изображена Стругацкими на основе теорий Н. А. Козырева, который считал поверхность планеты совершенно безводной, а также полагал, что плотная атмосфера создаёт чрезвычайно высокую температуру. Это противоречило традиции тогдашней научной фантастики представлять планету водным миром. Для нужд сюжета были несколько понижена температура и обосновано наличие кислорода и воды («А то не было бы никакой там жизни, неинтересно»).

### Редакционные перипетии 1957—1959 годов
27 мая 1957 года до сведения авторов была доведена редакционная рецензия некоего М. Ложечко, про которого А. Стругацкий заявил, что он «не понял ни черта. Это, впрочем, не удивительно». Рецензент выделил нелогичность цели посылки экспедиции «Хиуса» в район Урановой Голконды как слишком опасной. Интрига с «красным кольцом» была признана слабой; равно гибель вездехода названа слабо обоснованной: межпланетники уже знали об опасности, сигнализируемой красной плёнкой. Образы космонавтов названы «выпуклыми», хотя механик Громыко назван «мямлей»: его воля должна была ярче проявляться в повседневной обстановке. Эпистолярный эпилог рецензенту также не понравился. Речь персонажей была названа не индивидуализированной. Тем не менее «при соответствующей обработке можно сделать вещь». Рецензент рекомендовал заключить с авторами договор по так называемому «экспериментальному фонду»: в «Детгизе» имелся фонд для работы с начинающими авторами, которые при одобрении редакцией могли получить аванс по минимальной ставке. Предполагалось заключить договор по ставке 1500 рублей за печатный лист с выплатой 25 %, если рукопись не будет подана в срок. В случае успешного обсуждения редколлегией повесть рекомендовалось поставить в издательский план на 1958 год с гонораром 3000 рублей за печатный лист. 31 августа повесть была внесена в резерв редакционной подготовки «Детгиза» на 1958 год, что означало публикацию книги в течение 1959 года.
14 октября 1957 года Аркадий Стругацкий предлагал брату варианты улучшения третьей части повести, например корректировку гибели Гриши Ершова («Угробить его на обратном пути или в конце работ, да ещё как-нибудь с самопожертвованием — вот было бы здорово. Или просто сжечь его вместе со Строговым — самое правдоподобное»). Требовалось также повысить правдоподобие главы с болотом и добавить мотивированности действий Крутикова. Из-за того, что И. М. Кассель был единственным редактором «Детгиза» по работе с фантастикой и одновременно совмещал пост главного редактора альманаха «Мир приключений», сроки работы над рукописью затягивались. Внутреннюю рецензию на повесть 5 мая 1958 года представил Иван Ефремов. Он согласился со многими замечаниями М. Ложечко, сделав акцент на «безусловном литературном таланте» авторов: «Повесть „Страна Багровых Туч“ — одна из редких удач научно-фантастической литературы, и чем скорее она будет опубликована — тем лучше. Молодыми и молодыми душой читателями книга несомненно будет встречена очень хорошо». Вместе с тем он не считал, что следует вводить в сюжет дополнительную интригу или мотивы соревнования с другими странами. В то же время рукопись отличалась «выдающейся неряшливостью»; неприятие профессора Ефремова вызвал и «излишне „лихой“ язык, имеющий явно блатной оттенок, частые повторения одних и тех же слов, ряд нелогичностей в словах и поступках героев». Согласно его мнению, советские межпланетники слишком напоминали американских, и эту черту «надо обязательно изничтожить». Никаких коренных переделок текста, однако, не требовалось. В письме брату 11 мая 1958 года Аркадий Стругацкий соглашался с негативным определением «неряшливости рукописи», добавив: «…скажу тебе прямо, если бы такую рукопись принесли в Гослитиздат мне — я бы пустил её в спину автору. Грязь. Орфографические ошибки. Подслеповатый текст. Неаккуратность. И вообще выдающаяся неряшливость». В письме 27 мая Аркадий Стругацкий сообщал, что к заседанию редколлегии лично набело перепечатал рукопись, учтя при этом стилистические замечания М. Ложечко, убрав некоторые нелогичные эпизоды, а также последовательно заменив слово «звездолёт» на «планетолёт». Объём рукописи достиг 400 машинописных страниц.
Редсовет прошёл 9 июня 1958 года; сохранился краткий конспект его заседания, из которого следует, что все высказанные замечания авторами были выполнены, включая полную замену имён и, отчасти, национальности героев. Два персонажа получили фамилии знакомых Аркадия Натановича: Махов (в честь сослуживца, офицера разведки штаба корпуса) и Спицын (сокурсник по ВИИЯ). Правку вели оба брата-соавтора попеременно, обмениваясь черновиками рукописи по почте. 14 сентября Аркадий Стругацкий придумал «эффект погружения» читателя в описываемый литературный мир: перечисление заголовков из «Правды», которую Быков читает перед отлётом. 28 сентября были обработаны две первых части, в письме брату Аркадий Натанович потребовал убрать все упоминания табака и курения из текста. Наконец 19 ноября 1958 года авторы заключили договор с издательством.
Последние неприятности начались 8 января 1959 года, когда директор издательства заявил, что тон повести — слишком минорный на фоне советских космических успехов. Аркадий Стругацкий по совету Исаака Касселя предложил брату «простое мажорирование. Это значит — в конце книги вместо нашего эпилога дать нечто этакое, со стягами, лозунгами и всенародным праздником». Было также предложено смягчить сумасшествие Дауге. Необходимые правки были закончены Б. Н. Стругацким 7 февраля. 17 февраля до сведения соавторов было донесено распоряжение об изъятии из всех фантастических и приключенческих произведений, связанных с космическими полётами и атомной энергией, военных. «Ни одной папахи, ни одной пары погон быть не должно, даже упоминание о них нежелательно. Поэтому мы, посоветовавшись с Касселем, быстро, двумя-тремя смелыми мазками перекрасили Быкова в демобилизованного офицера». Переделанный финал вполне устроил редколлегию. Последняя редактура срочно велась Касселем и Аркадием Стругацким 23—24 марта: редактор решил, что Дауге должен остаться в живых, и его притаскивает на «Хиус» Быков, волоча вместе с Юрковским; рукопись пошла в набор 27 марта. Вёрстка была готова 18 мая.
Параллельно осуществлялось иллюстрирование повести. В дневнике А. Стругацкого 12 и 13 января 1959 года упоминаются встречи с художником И. Ильинским, звонок от художника зафиксирован и 27 января. Иллюстрации были готовы к 16 марта, демонстрация состоялась 25-го числа. В том же году иллюстрирование рассказа «Частные предположения» было поручено А. Соколову, на выставке которого старший Стругацкий и Кассель побывали 9 июня. Оба сошлись во мнении, что его кандидатура как иллюстратора «Страны…» была предпочтительнее И. Ильинского. Впрочем, в ноябре 1959 года редакция Детгиза отвергла соколовские иллюстрации для сборника рассказов Стругацких.
В 1959 году повесть получила третью премию на конкурсе лучшей книги о науке и технике для детей школьного возраста Министерства просвещения РСФСР в размере 5000 рублей. Результаты конкурса были утверждены 12 июля. Первой премии тогда удостоился И. А. Ефремов за роман «Туманность Андромеды», второй — Ю. Долгушин за книгу «Генератор чудес». Это была единственная официальная советская литературная награда Стругацких до 1981 года. Уникальность ситуации заключалась в том, что премия была присуждена ещё не опубликованной книге.

### Издания

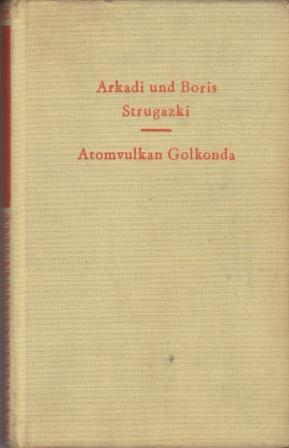
Обложка немецкого перевода Вилли Бергера (Берлин, Verlag Kultur und Progress, 1961)

«Детгиз» выпустил «Страну багровых туч» 19 августа 1959 года. Книга, написанная Стругацкими первой, вышла после рассказов «Извне» и «Спонтанный рефлекс». Издание 1959 года было напечатано в серии «Библиотека приключений и научной фантастики»; текст повести предварялся редакционным предисловием, а в конце следовал четырёхстраничный научно-технический словарик, разъясняющий читателям научные или наукообразные (придуманные авторами) термины, добавленный по требованию И. А. Ефремова по образцу «Туманности Андромеды». Словарик подготовил А. Н. Стругацкий в том же 1959 году; впоследствии он не воспроизводился. Переиздание 1960 года практически ничем не отличалось от прошлогоднего издания, за исключением серийного названия «Школьная библиотека». Тираж составил 100 000 экземпляров; ранее предполагалось переиздать повесть в 1961 году. Интерес к книге проявило издательство ГДР, попросив у авторов согласие опустить при переводе эпилог как несовместимый с трудностями освоения планеты, показанными в основном тексте. Гонорар соавторам за переиздание (60 % от суммы за издание 1959 года) составил по 14 000 рублей на каждого. Это были очень существенные деньги: несмотря на проводимую хрущёвским правительством политику повышения благосостояния советских граждан, в 1958 году 22 % рабочих и служащих СССР получали зарплату менее чем в 400 рублей в месяц (с 1 января 1957 года размер минимальной заработной платы был установлен в 300 рублей в месяц), и лишь 9,1 % имели зарплату в размере от 700 до 800 рублей в месяц.
О популярности повести в 1960-е годы свидетельствуют переводы на языки народов СССР (в том числе эстонский, молдавский и узбекский, а в 1977 году на армянский), а также многочисленные издания на немецком, испанском, румынском, венгерском, чешском, словацком, болгарском и сербохорватском языках.
Братья Стругацкие готовили киносценарий по повести «Страна багровых туч»; заявка от «Мосфильма» упоминалась в письме от 6 октября 1960 года. Режиссёром предполагался Василий Журавлёв. Так как в производстве уже находилась «Планета бурь», соавторы решили перенести действие на Плутон. По утверждению Б. Н. Стругацкого, сценарий не сохранился. Однако в архиве писателей на обороте страниц черновика повести «Стажёры» обнаружились два машинописных экземпляра рукописи «Экипаж „Скифа“», авторами датированной 1960—1961 годами. Из-за перекрытия несохранившихся страниц текст может быть прочитан полностью. По-видимому, это был один из черновиков киносценария. В нём действовали практически те же персонажи, включая Краюхина и Тахмасиба Мехти.
В переписке братьев-соавторов 1965 года начинается обсуждение издания трилогии «Страна багровых туч», «Путь на Амальтею», «Стажёры» в одном томе, запланированного «Детгизом» на 1966 или 1967 год. 2 марта 1966 года Аркадий Стругацкий сообщал Борису, что принято решение включить «Страну…» в состав «Библиотеки приключений», к маю того же года это издание было окончательно утверждено, однако проект трилогии срывался. 27 октября текст повести был отдан на иллюстрирование художнику В. Юдину. Так как к этому времени резко ухудшились советско-китайские отношения, в тексте появились соответствующие изменения: искусственный спутник Земли «Вэйдады Ю-и» — «Великая дружба» — сделался безымянным; планетолёт «Хиус» создавали не «советские и китайские мастера безгравитационного литья», а «советские и английские». Было убрано упоминание о китайцах в астрофизической обсерватории на Луне, о строительстве которой читал Быков в газете перед отлётом («Англо-китайско-советская» астрофизическая обсерватория сокращена до «англо-советской»). Китайская народная мудрость «Когда носорог глядит на луну, он напрасно тратит цветы своей селезёнки» стала вьетнамской. Китайские космические корабли стали японскими, а командир звездолёта КСР «Янцзы» Лу Ши-эр превратился в командира индийского звездолёта «Карма» Рая Листа. Последнее исправление оказалось формальным: в радиобеседе с терпящим бедствие англичанином индийский астронавт по-прежнему осведомлялся, говорит ли тот по-китайски. Китайский космонавт Ши Фэнь-ю стал бразильцем Крюгером. Словарик фантастических терминов был удалён. Все перечисленные правки единолично проводил А. Н. Стругацкий; подобная цензура вызвала возмущение («это политическая ошибка») его тестя — известного китаиста И. М. Ошанина, который обратился в Отдел культуры ЦК КПСС, но безрезультатно, ибо «китайщину убирают по распоряжению цензуры». По ряду причин издание сильно затянулось, вдобавок авторы узнали, что недополучат гонорар: объём повести в новом издании оказался равен 13,83 авторским листам, а не 16, как они рассчитывали; размер выплат был установлен в 180 рублей за лист, при этом выплаты за дополнительный тираж не предполагались. В набор рукопись пошла только в июне 1967 года, но с выходом повести в свет ничего не было понятно в последующие полтора года. Определённость наметилась только к концу апреля 1969 года. Наконец 4 мая 1969 года «Страна багровых туч» вышла в 17-м томе «Библиотеки приключений» (вместе с «Глиняным богом» А. Днепрова). Анонс издания был помещён в журнале «Детская литература» (№ 9, с. 76), в котором повесть рекомендовалась для чтения школьниками, начиная с шестого класса.
По причине негативного отношения к повести Бориса Стругацкого «Страна багровых туч» не включалась в основной корпус 10-томного собрания сочинений издательства «Текст». В обращении «К читателям» от имени обоих авторов Б. Н. Стругацкий утверждал, что «только под давлением общественности» был вынужден поставить повесть во второй дополнительный том. Текст воспроизводил издание 1959 года без словарика фантастических терминов. В серии «Миры братьев Стругацких» в 1997 году исследователи-стругацковеды из группы «Людены» (во главе со С. Бондаренко) предложили использовать материалы черновиков, которые авторам пришлось в 1958—1959 годах убирать при подготовке печатного издания повести. Из-за спешки и отсутствия современных средств коммуникации вставки иногда оказывались несообразными: один абзац был повторён дважды, а ещё в одном фрагменте появилась фамилия «Бирский». В этом издании воспроизводились иллюстрации И. Ильинского из «Библиотеки приключений и научной фантастики». Далее при активном участии Б. Н. Стругацкого редакторы совершили попытку приблизить текст повести к «допубликационному» виду. Этот вариант был напечатан в «чёрном» собрании сочинений издательства «Сталкер» (2000 год) и в полном 33-томном собрании сочинений Стругацких.

## Литературно-художественные особенности

### Язык и стиль
Авторы биографии Стругацких, изданной в серии «ЖЗЛ» — историк Д. Володихин и писатель-фантаст Г. Прашкевич — по значению для литературной судьбы своих героев сравнивали «Страну багровых туч» с «кандидатской диссертацией на звание писателей-фантастов». Повесть относится к героическому жанру, её сюжет плавно переходит от рассказа о подготовке космической экспедиции к описанию исполнения главной задачи — покорения «Урановой Голконды». Фабула линейна и одномерна, это «плоть от плоти советской приключенческо-фантастической» литературы. Повесть может быть названа типичным представителем «гражданственного ампира» в советской литературе 1940—1950-х годов. Она посвящена романтике первопроходчества, решённой через описания героического энтузиазма на фоне «глубокой, искренней и чистой любви к науке и технике». Успех повести объяснялся не только тем, что фантастики в 1959 году в СССР издавалось немного, но и несомненными литературными достоинствами «Страны багровых туч».
С точки зрения Д. Володихина и Г. Прашкевича, огромным достижением для литературного дебюта стало то, что Стругацкие проявили необыкновенное по меркам фантастики того времени внимание к деталям антуража и характерам персонажей. Они отвергли работу «крупными мазками» и давали читателю возможность зримо представить, как выглядит вездеход на атомном ходу, вообразить себя в эпицентре «чёрной бури» и так далее. Авторы, работая в фантастическом жанре, выступали как «сугубые реалисты». Они не вдавались при этом глубоко в психологию персонажей, ограничиваясь демонстрацией, какие особенности психологии советских космонавтов вовлекают их в те или иные конфликты, а какие позволяют вывести из самых сложных ситуаций. Вполне естественно выглядела и бытовая среда человеческого взаимодействия. «Их персонажи болели, унывали, делали ошибки, время от времени ругались между собой, и ругались крепко — так, что критика сделала эту „грубость выражений“ своего рода отличительным ярлыком для ранних текстов Стругацких. Одним словом, это были люди, со всеми их достоинствами и слабостями. Живые люди, а не вздрюченное лозунгами биологическое железо». Убедительными выглядели и приключения, главным образом из-за достоверности рискованных ситуаций. До «Страны багровых туч» советские фантасты не делали жертвами обстоятельств советских космонавтов; гибель Спицына, а затем Ермакова, «придала обстоятельствам штурма планеты оттенок аутентичности».
Хотя ещё на этапе разработки идеи Аркадий Стругацкий стремился к разнообразию языка героев и хорошему авторскому стилю, по мнению Д. Володихина и Г. Прашкевича, «с этим вышло… пятьдесят на пятьдесят». Авторский стиль в «Стране багровых туч» не отличался стилистическими красотами, «спокойный, гладкий, прозрачный», хотя иногда несёт отпечаток научно-технического канцелярита. Однако для приключенческой прозы текст нетороплив, «обилие причастных оборотов, наречий, прилагательных, немалое количество сложносочинённых и сложноподчинённых конструкций придавало тексту солидную неспешность». Сколько-нибудь индивидуальной получилась речь «стального начальника» Ермакова, романтика Юрковского и гиперкорректного Крутикова. В следующих повестях Стругацкие научились «по-настоящему интересным словесным играм, тонкой лексической профилировке персонажей, подбору темпа и прочих особенностей речи, по которым можно будет чуть ли не с первых слов различить их героев», но в «Стране багровых туч» добиться этого не удалось. Не был сбалансирован и сюжет: на ключевые события штурма Венеры и достижения «Урановой Голконды» отведено менее половины объёма текста; интродукция была неоправданно затянутой. Действие развивалось медленно, в основном из-за многочисленных научно-технических отступлений, мотивирующих каждое действие героев. Подробные описания планетолёта, вездехода, скафандров и тому подобное напоминали нелюбимую самими Стругацкими «жюльверновщину». Не психологичными оказались и характеры главных героев. О мыслях и чувствах Быкова рассказывается и жизнеподобие герою придаётся лишь при помощи «нескольких удачно подобранных мелочей», а попытки «спуститься к самым корням личности» приводили лишь к избыточному усложнению. В дальнейшем Стругацкие последовательно освобождались от стиля, который выработали для «Страны багровых туч».
В. Н. Лисовицкая (Самарский национальный исследовательский университет имени академика С. П. Королёва) отмечала, что в своей ранней прозе 1950-х годов Стругацкие активно искали собственный стиль, в том числе константы художественного мира и способы актуализации и репрезентации собственного «Я» и «Другого». В «Стране багровых туч» повествователь не оторван от героев в пространстве и времени. Это скорее наблюдатель, скрупулёзно фиксирующий все происходящее, стремящийся сблизиться с героями, показать происходящее их глазами. Об этом свидетельствует точность описаний, граничащая с документальностью.
Политолог Ю. Черняховская отмечала, что уже в «Стране багровых туч» намечается свойственная кругу общения Стругацких «мода на Хемингуэя», которая в первой половине 1960-х годов приведёт к сложным комбинациям в творчестве соавторов. Культ общения и пьянства, задаваемый хемингуэевскими текстами, вполне соотносился с ценностями русской интеллигенции и порождал специфический гибрид — «романтическое невежество», в котором внешняя грубость маскировала внутренний багаж знаний. Это не отменяло пафоса борьбы человека с природой и «спокойного героизма» главных героев (Хемингуэй задал моду на отрицание патетики, официальных лозунгов).

### Производственный фантастический роман
Литературовед И. В. Неронова (Ярославский государственный университет) специально рассматривала вопросы поиска Стругацкими собственного стиля на раннем этапе их творчества. Мировоззренческой парадигмой писателей до середины 1960-х годов было утопическое проектирование, причём под утопией следует понимать (в терминологии Д. Сувина) творческую интенцию, переступающую пределы реальности и преодолевающую ограничения существующего жизненного порядка. Это не отменяло теснейшей связи с литературным контекстом своего времени. Земля в рамках подобного мировоззрения сразу предстаёт как воплощённая гармония, угроза нарушения которой проявляется при развёртывании земного мира вовне — в космос и на другие планеты. Не случайно, что пилот «Хиуса» Ляхов, впервые посадивший корабль на Землю (он был построен на внеземной верфи), произносит программную речь, отсылающую к соцреалистическому производственному роману. Действительно, жанровые черты производственного романа заметны во всех ранних повестях Стругацких. В «Стране багровых туч» весь конфликт целиком вращается вокруг производственного задания — покорения Урановой Голконды; вместе с выполнением задания заканчивается и произведение. Соответственно, героями являются учёные, инженеры, — профессионалы, исполняющие свою работу. Повесть вполне соотносится с каноном соцреализма, даже порицаемая критиками того времени грубость речей является штампом производственных романов, написанных после XX съезда КПСС, поскольку споры и конфликты призваны проиллюстрировать увлечённость героев своим делом, их живое участие в коллективном предприятии.
Научная фантастика в системе представлений 1950-х годов мыслилась критиками и идеологами как переходное явление между художественной и научно-популярной литературой; основной целевой аудиторией произведений считались школьники, и фантастические произведения выпускались почти исключительно издательствами «Детгиз» и «Молодая гвардия», ориентированными на подростков и молодёжь. Фантастика должна была обеспечить изображение идеальных людей будущего. Стругацкие сразу исходили из представлений, что фантастический жанр должен соответствовать всем признакам «обычной» беллетристики, что сразу «очеловечивало» производственный жанр. Так, штурман Михаил Антонович Крутиков — любитель вкусно поесть, поэтому проносит на борт планетолёта запрещённые консервы. Соответственно, и прочие герои могли шутить, употреблять просторечия и жаргонизмы, а не только произносить выспренные речи высоким стилем. Именно это было причиной (в терминологии И. В. Нероновой) некоторой «озорной избыточности» сцен и вводимых персонажей, проявившейся в зрелом творчестве Стругацких. Живая речь персонажей и шутки подчёркивали обыденный героизм персонажей. Критики и даже обычные читатели требовали от фантастов не только занимательности, но и точных научных данных, что соотносилось с западной концепцией «твёрдой научной фантастики». Стругацкие следовали этим требованиям, во всех подробностях описывая фотонный двигатель «Хиуса», но стремясь максимально сохранить достоверность описанного. Приёмы этого многообразны: например, сведения о Венере даны в эпизоде, когда Быков, никогда не бывавший в космосе и вообще мало знающий о других планетах, читает энциклопедию, а затем «вспоминает» всё, что читал о попытках высадиться на планету. Используя восприятие дилетанта, Стругацкие описывали художественный мир глазами героя, максимально приближённого к читателю. Это позволяло избежать свойственного героям ефремовской «Туманности Андромеды» стремления произносить речи, более напоминающие трактаты.

### Претексты и взаимовлияния
Исследователь А. В. Снигирев, специально занимавшийся взаимовлиянием текстов Стругацких и Станислава Лема, отдельную статью посвятил ситуации со «Страной багровых туч». Борис Стругацкий в конце жизни категорически заявлял о полном незнакомстве соавторов с творчеством Лема, игнорируя как заявления критиков своего времени, так и факты прямого взаимовлияния. Войцех Кайтох в своей монографии предполагал, что «Страна багровых туч» была прямым ответом на повесть В. Владко «Аргонавты Вселенной», равно как и «Астронавтов» Лема. А. Снигирев в этом контексте отмечал, что главы из «Астронавтов» С. Лема выходили в 1955 году в журнале «Польша» под названием «Звезда земли». Прямое воздействие на Стругацких Лема отмечено Аркадием Стругацким при работе над киносценарием «Страны багровых туч» («…посмотрев „Молчаливую звезду“ Лема <…> решил заняться сценарием вплотную…»). Исследователь пришёл к выводу, что знакомство соавторов с книгами В. Владко и С. Лема очевидно. С книгой В. Владко «Страну багровых туч» роднит только цель экспедиции — добыча радиоактивных элементов, прочие параллели и совпадения объясняются стандартной схемой путешествия к другой планете, восходящей ещё к романам Жюля Верна. Чтение повести В. Владко объясняет природу галлюцинаций Григория Дауге: героям «Аргонавтов вселенной» сразу после прибытия на Венеру привиделся дракон, то есть это прямая отсылка к претексту.
А. Снигирев пришёл к заключению о значительных заимствованиях (или параллелях на грани плагиата) из «Астронавтов», ссылаясь на сводку взаимосвязей сюжетных ходов и образной системы «Астронавтов» и «Страны багровых туч», сделанную Д. Н. Никитиным:

Это неожиданная опасность во время казавшегося до того безмятежным межпланетного перелета (метеоритный поток у Лема и лучевой выброс у Стругацких); тяжёлые перегрузки (при уходе от метеоритов у Лема и при посадке на Венеру у Стругацких); изматывающий пеший переход по планете после потери транспортного средства (вертолёт у Лема, вездеход у Стругацких); встреча с бурей (грозовой у Лема, песчаной у Стругацких) и угрожающим потоком некоего самодвижущегося вещества (чёрной плазмы у Лема, красной плёнки у Стругацких); поиски загадочно исчезнувшего члена экспедиции (благополучно завершившиеся у Лема, трагически безуспешные у Стругацких). Правда, у польского писателя нет, как у Стругацких, венерианской инфекции, вызывающей галлюцинации, зато она есть у Казанцева («Планета бурь»).
По предположению А. Снигирёва, двукратное переписывание повести в 1958—1959 годах и редакция «Страны багровых туч» 1969 года не являлись простым следствием внешних факторов, таких как ухудшение китайско-советских отношений или удовлетворение требований редакторов и рецензентов. «Анализ вариантов, переписки и изданий показывает, что процесс усиления психологической составляющей был долгим, изначально в тексте присутствовали не герои, а картонные шаблоны, и понадобилось время и большое количество черновиков, чтобы капитан автобронетанковых войск Громыко стал инженером Быковым, думающим, переживающим и живым». Похожая эволюция может быть прослежена по тексту «Астронавтов». Роман начинается как произведение о контакте с пришельцами (гипотеза Лема была спародирована Стругацкими в повести «Понедельник начинается в субботу»), далее переходит в повесть о полёте в космос со всеми штампами этого жанра, а в финале превращается в психологическую драму. В редакции «Страны багровых туч» 1969 года Стругацкие усилили психологическую обусловленность действий своих героев, были добавлены сцены и диалоги, связанные с идеей непознанности мира. «Так, например, в первой главе Быков заходит в кабинет Краюхина и принимает за людей скафандры, но если в первоначальной версии это лишь малозначимая деталь, то в издании 1969 года абсурдность и ирреальность обстановки кабинета усилены за счёт подчёркивания схожести лысой головы хозяина кабинета и защитных колпаков у скафандров, а верёвка на шее одного из „людей“ оказывается кислородным шлангом». Роман Лема позволил Стругацким найти «ключи» к выходу за пределы советской научно-технической фантастики. Сам Станислав Лем никогда не упоминал о данном аспекте переосмысления Стругацкими его идей и способа мировидения.

### Утопический эпос
Борис Стругацкий категорически отрицал утопическую природу «Страны багровых туч», называя её приключенческой повестью в чистом виде. Специальное исследование утопического фундамента творчества Стругацких в 1989 году представил философ Вячеслав Сербиненко. Он признавал правоту литературных критиков, вскрывших близость общественно-политических взглядов Стругацким «шестидесятникам», но с важной коррективой: утопический пафос поколения очень быстро утратил в творчестве писателей «наивные» черты, сохранив «под вывеской фантастического жанра целый мир-лабораторию, где с поразительным упорством и изобретательностью подвергались испытаниям „на прочность“ утопические идеи». «Страна багровых туч» в этом контексте наиболее традиционна, содержа все атрибуты жанра космической фантастики. В. Сербиненко считал большой удачей, что Стругацкие не последовали по пути создания «сериала», неопределённого безликого мира, в котором разворачивались бы приключения героев в виде бесконечных перемещений в пространстве и времени. Быков и Юрковский рисковали в подобном контексте «утратить едва только успевшую наметиться индивидуальность». При этом «Страна багровых туч» может быть охарактеризована и как эпос, ибо рассказывает о поколении, которые уже живёт и работает в «коммунистическом завтра». Само по себе светлое будущее едва намечено в тексте, ограничиваясь газетными сообщениями, которые Быков просматривает перед отправлением и собирается взять с собой в космос как «символ дыхания Земли, могучего пульса родной планеты»:

«Смелее внедрять высокочастотную вспашку» — передовая, «Исландские школьники на каникулах в Крыму», «Дальневосточные подводные совхозы дадут государству сверх плана 30 миллионов тонн планктона», «Запуск новой ТЯЭС…», «Гонки микровертолетов…», «На беговой дорожке 100-летние конькобежцы»…
По мнению В. Сербиненко, это свидетельствовало, что Стругацкие из всего многообразия «утопических прожектов» сосредоточились на поисках адекватного изображения «нового человека». Эта задача определяла всё их раннее творчество и в дальнейшем трансформировалась в ведущую и самую постоянную тему. Герои «Страны багровых туч» и повестей, связанных с нею героями и фантастическим миром, — «нормальные „положительные герои“, не слишком выразительные, но и не иконописные, мало чем отличающиеся от таких же положительных персонажей обычной, на особую фантастичность не претендующей советской прозы тех лет». Авторам удалось придать своим героям жизнеподобие и справиться с задачей продемонстрировать их столкновение с «реальными» (на Венере) трудностями. Быков и его товарищи были людьми из плоти и крови «на фоне той вереницы персонажей, облачённых в белоснежные одежды и наделённых всеми возможными добродетелями, которая заполонила книги советских фантастов». Однако на этом Стругацкие не остановились, предложив в следующих произведениях собственный утопический проект — широкую и связную картину жизни при развитом коммунизме XXI и XXII веков.
Филолог Т. Н. Бреева отмечала, что в «Стране багровых туч» утопический дискурс Стругацких «инерционно» репрезентируется в традициях советской довоенной фантастики. С её точки зрения, практически весь корпус советских фантастических текстов ориентирован на формирование социальной утопии, и в этом направлении могут быть выделены два вектора развития. Мифологема «нового человека» наиболее последовательно представлена у А. Беляева, тогда как моделирующий потенциал фантастического жанра наиболее заметен у А. Толстого («Аэлита»). К 1950-м годам возобладала трансляция «основополагающей фабулы» соцреалистического романа (эталонный образец «Туманность Андромеды» И. Ефремова). Эта фабула представлена как на уровне образной
системы (Юрковский — Быков), так и на сюжетном уровне, основу которого составляет драматическое противостояние бездушной природы и человеческого разума. Поскольку в период «оттепели» сталинская социальная утопия трансформировалась в научно-техническую форму, в русле так называемого «ИТР-дискурса» происходит смысловая переакцентировка модели «свой — чужой». Важнейший мотив этого дискурса — «свой круг», который занимал Стругацких от самого начала литературной деятельности; «свой круг» априори воспринимается как модернизированное общество будущего в миниатюре, стремящееся втянуть в себя новых соратников. В «Стране багровых туч» мотив «своего круга» реализуется через научное сообщество Краюхина и образной пары Юрковский — Быков. Типичный для фантастики локус научной станции позволяет сформировать пространство сообщества избранных, характеризуемого значимым для оттепельной мифологии мотивом дружбы и профессионализма.

## Критика

### Критическое восприятие 1950—1960-х годов
Первый отзыв в прессе на «Страну багровых туч» последовал 25 сентября 1959 года в ленинградской газете «Смена». Это была неподписанная аннотация-рекомендация, совпадающая с редакционной заметкой в самой книге. Потенциальных читателей завлекали «драматическими приключениями в чудовищных болотах и чёрных пустынях Венеры», разгадкой «тайны Тахмасиба», проявленными героями «мужеством, товариществом и чувством долга». В переписке Стругацких от 27 ноября 1959 года упоминалось уведомление «Детгиза» от редакции журнала «Крокодил»: в написании французского названия монографии вымышленного планетолога Поля Данже обнаружилось тринадцать ошибок. «„La discription planetografic du Fobos“ Pole Dangée». Исправленная надпись в последующих изданиях: «„La description planetographique du Phobos“ Paul Dangée». Впрочем, заметка по этому поводу выпущена так и не была. Подводя итоги, 25 декабря 1959 года Аркадий Стругацкий сообщал брату, что тираж разошёлся, достать дополнительные экземпляры невозможно даже на складах издательства и «Книготорга». Одобрительную реакцию неофициально высказала Мариэтта Шагинян («она два дня подряд читала СБТ вслух с мужем и дочерью»). Далее Аркадий Натанович язвительно писал:

…Меня персонально знакомили — подводили за ручку — к нашим гигантам, Казанцеву и Тушкану, и они изволили милостиво говорить со мной — «Э, прекрасную повесть вы написали… э… прекрасную».
В целом критика благожелательно отнеслась к «Стране багровых туч». Г. Горин (вероятно, псевдоним Г. Гуревича) в рецензии, опубликованной в журнале «Знание — сила» в 1959 году, рассматривал повесть в уже сложившемся в то время литературном контексте, включающем произведения К. Волкова, Г. Мартынова, А. Казанцева («Планета бурь»), Л. Оношко, А. Беляева («Прыжок в ничто»), В. Владко и С. Лема. «Девять произведений о Венере, ни одного о Луне, ни одного о Марсе». Большим достоинством повести Стругацких на этом фоне критик счёл изображение самых обыкновенных советских людей, только помещённых в необычайную обстановку — в космос:

Стругацким удалось изобразить живущих людей. Может быть, термин не слишком удачен, но смысл его таков: живых, реальных людей изобразили писатели. Им, этим людям, веришь. И в их поступки веришь, и в их слабости, и чувства симпатии вызывают эти простые люди, выполняющие важное задание.
Герои «Страны багровых туч» разные: упорный и педантичный Ермаков, отправившийся на Венеру мстить за погибшую жену и друзей; поэт и романтик Юрковский, «гордящийся своей принадлежностью к племени покорителей Вселенной»; беззаветно любящий пилот Спицын; мастер своего дела Быков. «Будет ли продолжение у этой удачной повести?»
Писатель Николай Томан в общей статье-рассуждении о возможных направлениях развития научной фантастики упоминал повесть Стругацких как «несомненную удачу», драматическое произведение, «написанное с серьёзными знаниями науки и техники, не нуждающееся ни в какой „скидке на жанр“». Полемизировал с Томаном критик Е. Каплан, пришедший к выводу, что в «Стране багровых туч» достоинств намного меньше, чем недостатков. Например, было указано, что повесть во многом напоминает другие книги о полётах на Венеру, в частности «Аргонавты вселенной» Владко. Повествование ведётся от лица «зелёного новичка», авторской волей помещённого в сложнейшую экспедицию. «Новичка… надо познакомить с астрономией и теорией межпланетных полётов. И начинаются бесконечные цитаты из астрономических и прочих справочников». Больше всего Е. Каплан критиковал то, что важнейшие научно-фантастические свершения — в частности, борьба за фотонную ракету — происходят за рамками действия повести. Это привело к недостаточному раскрытию характеров героев «Страны багровых туч». Писатель Анатолий Днепров на страницах журнала «Молодой коммунист», напротив, приводил повесть как пример удачного совмещения художественной литературы и современной науки; его вполне устроили данные о Венере, и в особенности то, что покорение планеты ведётся, «чтобы воспользоваться её огромными запасами урана, необходимого на Земле».
Критическая дискуссия в отношении «Страны багровых туч» (в контексте обсуждения научно-фантастического жанра) проводилась в прессе конца 1960 — начала 1961 годов. Так, Г. Нефёдова сочла повесть негодной для детского чтения, называя её «грубой» и «неумной», заявляя об отсутствии «настоящего полёта мечты» и «большой науки». Авторы, по мнению критика, не умели создавать характеров. В журнале «Что читать» герои «Страны багровых туч» были названы примитивными, слабо обрисованными, и отличить их друг от друга можно «лишь по анкетным данным». То есть в повести нет демонстрации «необыкновенно интересной, творческой жизни людей коммунизма», представлено лишь «однобокое описание техники будущего». Писательница Валентина Журавлёва в рамках дискуссии о степени «фантастичности» приключенческого жанра назвала рецензию Г. Нефёдовой «чрезмерно резкой» и подчёркивала, что «книгу можно читать и перечитывать». Тем не менее В. Журавлёва считала, что авторы совершили существенный просчёт, так как ярко и убедительно показали работу, предшествовавшую старту «Хиуса», но сами приключения на Венере, хотя и не надуманные, удачно описанные, слишком малы по сравнению с прелюдией. «Действительно, каковы трудности, с которыми встретился экипаж „Хиуса“ на Венере? Пустыни и болота, внезапные ураганы и подземные взрывы… Но ведь людям на Земле издавна приходилось преодолевать несравненно большие трудности! Достаточно вспомнить историю борьбы за Северный и Южный полюсы. Георгий Седов и капитан Скотт проявили куда больше мужества, чем астронавты Стругацких!». Её муж Генрих Альтов осуждал писателей-фантастов, которые перегружали свои повествования научными деталями. Примером являлись ранние произведения Стругацких, для которых, в отличие от И. А. Ефремова, главное — машины, а не люди и которые следуют устаревшей традиции, перегружая произведения «лекционными материалами». «Со вкусом» (по выражению А. Мирера) по «Стране багровых туч» — в одном ряду со множеством произведений других авторов — прошлась обозреватель журнала «Юность» В. Шитова. Более всего её возмущало, что «человек грядущего вообще будет похож на малого ребёнка, невежественного и наивного». Критик упрекала писателей в «убогости мыслей и чувств», приводя в пример вырванную из контекста «мечту победителя Венеры» Быкова: чтобы на месте радиоактивной пустыни можно было выпить холодного пива «как в павильоне на углу Пролетарского проспекта и улицы Дзержинского в Ашхабаде». Язвительно выделена любимая присказка Юрковского «Ясно даже и ежу». «Тусклые, пресные, сконструированные по законам холодного ремесла, эти образы оказываются мёртвыми. Вот почему персонажи подобного рода, совершая великие подвиги и великие открытия, летая к звёздам и пробиваясь к недрам Земли, не могут тронуть наше сердце».
Георгий Гуревич в связи с первым полётом человека в космос рассуждал о развитии космической фантастики в рамках московского семинара писателей-фантастов. Он отметил, что Стругацкие в «Стране багровых туч» сделали Венеру местом действия, «где работают обыкновенные советские люди. И задача в том, чтобы показать не Венеру, а людей». Повесть противопоставлялась произведению Г. Мартынова «220 дней в звездолёте», у которого главной задачей было изображение первого полёта советских людей на Венеру, того, что они там открыли. Стругацкие обрели литературное лицо, начав описание освоенного космоса, «куда по стопам героев пришли рядовые труженики», и нашли языковые и стилевые средства, соответствующие их героям. Впрочем, Г. Гуревич предостерегал писателей от стилизации и «подражания самим себе». В 1964 году начинающий критик-фантастовед Рафаил Нудельман рассматривал случай «Страны багровых туч» как проявление «незримой, но ожесточённой борьбы» со сложившимися канонами фантастики ближнего предела. С точки зрения критика, отмеченная ранее «затянутость» интродукции, особое внимание авторов к подготовке экспедиции скрывало за собой стремление перенести центр тяжести повествования от научной проблемы к человеческим взаимоотношениям. Стругацкие попытались сделать традиционный приключенческий сюжет историей становления человеческого характера.

### В советском литературоведении
Литературовед Юлий Кагарлицкий в послесловии к изданию «Страны багровых туч» в «Библиотеке приключений» (1969 год) отмечал, что при быстром развитии фантастической литературы происходит устаревание произведений, «поэтому сказать, что мы помним ту или иную вещь, прочитанную пять-десять лет назад, значит сказать немало». Исследователь полагал, что «Страна багровых туч» несёт все недостатки опыта начинающих писателей, но при этом повесть уже принадлежала новому периоду развития советской фантастики. «Многочисленные дела героев описаны с подробностями, известными только профессионалам, и с умением, присущим только писателям. У начинающих литераторов оказалась на редкость крепкая хватка. Стоит прочитать несколько страниц, и сразу становится понятно — эти люди видят, слышат, чувствуют то, о чём пишут». Безупречно соблюдена в произведении и научная логика, ибо она соответствовала задаче, поставленной самими писателями. «Страна багровых туч» содержит все ключевые достоинства писательской манеры Стругацких — точность деталей, обрисовку нравственного конфликта, напряжённость действия, и главное — «удивительная для начинающих последовательность художественного мышления». Герои «Страны багровых туч» сделались своего рода нравственным эталоном, с которым соразмерялись персонажи последующих романов и повестей. Впрочем, это не отменяет того, что герои «скованы, их словно давит все время груз обязательств перед сюжетом». В то же время они молоды, ими движет жажда познания и обострённое нравственное чувство, они подвижны психологически, и это сделало возможным написание «Пути на Амальтею», «Стажёров», «Возвращения». Сюжет повести также заметно распадается на две половины. В «подготовительных» главах персонажи находятся в окружении необычных вещей, которые сделаны их собственными руками для собственных целей. Во второй части — приключенческой — начинается противостояние с враждебной природой, в котором смещаются все привычные понятия, так как ни к какой из неожиданностей невозможно подготовиться заранее. «Спасительная сила привычки не приходит на помощь герою — разве что привычки чувствовать себя во всем и до конца человеком». Цель полёта прозаическая — космонавты должны подготовить будущую эксплуатацию рудных месторождений чужой планеты; они труженики, а не герои-романтики. Поэтому Ю. Кагарлицкий не считал «Страну багровых туч» приключенческим романом, так как авторский замысел далеко выходил за пределы простого авантюрного сюжета. Впрочем, всё это было подано не слишком отчётливо, повесть стала «компромиссом между желаниями авторов и их возможностями». Даже в третьей приключенческой части заметно, что Стругацким интересны «приключения мысли и приключения мыслящих». Финал повести непредсказуем заранее, он зависит не от воли авторов, а от естественной логики событий. Благодаря этому Стругацкие сразу же смогли реализовать в своей дебютной повести эпический смысл фантастического жанра, и в этом плане «Страна багровых туч» воплощала излюбленную литературную форму соавторов — философский роман с приключениями. «„Страна багровых туч“ положила начало развитию этого многообразного, всякий раз обновляющегося под пером писателей жанра».
А. Г. Громова в статье о Стругацких для «Краткой литературной энциклопедии» утверждала, что научно-фантастические произведения, посвящённые космической тематике и перспективам научно-технического прогресса (в том числе «Страна багровых туч»), «характеризуются некоторой традиционностью тем и сюжетов». Это компенсируется вниманием к психологии и интеллектуальной жизни героев, стремлением к индивидуализации характеров и «реалистичностью» деталей фантастического мира.
Критик-фантастовед А. Ф. Бритиков в выпущенной в 1970 году монографии «Русский советский научно-фантастический роман» утверждал, что Стругацкие — это в первую очередь социальные мыслители, которые начали свой путь в фантастической литературе с полемики. Ранние произведения (кроме «Страны багровых туч», ещё «Путь на Амальтею») являлись опровержением так называемой «теории предела», сводившей фантастику к ограниченному кругу технологических тем. В то же время А. Бритикова не устраивало понимание Стругацкими фантастики лишь как художественного приёма, «ослабление научного критерия в социальной тематике». В «Стране багровых туч» писатели по-своему решали и проблему героя в советском фантастическом романе, полемизируя с И. А. Ефремовым. Если профессор Ефремов стремился показать, «каким необыкновенным станет человек при коммунизме», то Стругацкие продемонстрировали, что «коммунизм с его высокой научно-технической культурой и чистотой человеческих отношений по плечу лучшим нашим современникам». С точки зрения А. Бритикова, это влекло некоторые издержки — например, критика не устраивало, как среди покорителей Венеры мог оказаться Юрковский, не только страдающий «славолюбием», но и способный превратить случайное недоразумение в безобразную драку.
Литературовед А. А. Урбан решительно помещал «Страну багровых туч» в контекст специфического мировоззрения, присущего поколению молодых писателей, пришедших в литературу в 1950-е годы. Этому мировоззрению был присущ неотехницистский утопизм, стремление к решительной перестройке мира и самого человека с помощью техники. «Её могущество и победительная сила не вызывает никакого сомнения у Стругацких». В центре повествования — экспедиция, направленная в крайне опасное путешествие на Венеру, в район Урановой Голконды, представляющей большой промышленный интерес. Соответственно, количество технических подробностей в повести А. Урбан характеризовал как «утомительное», ибо две трети книги (две части из трёх) посвящены организации экспедиции: оснащению, отбору и подготовке экипажа, испытанию техники и снаряжения. Однако на этом фоне не были забыты герои, взаимоотношения которых современны, списаны с жизни. «С этой повести начинают своё бытие „мушкетёры“ космической эпопеи Быков, Юрковский, Дауге и Крутиков. Они продолжают свои подвиги в „Пути на Амальтею“, в „Стажёрах“, чтобы стать легендарными именами в книгах о более далёком будущем». Антиподы — Быков и Юрковский — выписаны ярко, их характеры динамичны, тогда как Крутиков и Дауге — скорее, хара́ктерные маски. В «Стране багровых туч» основные черты Быкова-персонажа разделили ещё и решительный и непреклонный, учитывающий абсолютно всё энтузиаст-начальник Краюхин и его приёмный сын Ермаков. «Взвешенное решение, сдержанное, но постоянное мужество выдвигается против роскошного, щедрого, неисчерпаемого фейерверка идеи и рискованных поступков Юрковского». Именно поэтому в финале третьей части Быков вышел победителем, в буквальном смысле сотворив чудо: заставив жить Юрковского, который устал, а затем попросту вытащившего его на себе. В его поступках много жестокого утилитаризма, так как Быков оценивает жизнь и смерть человека внеличными мерами: экспедиция организована не ради честолюбия, и смерть Юрковского не позволит продемонстрировать успех должным образом.
В следующем десятилетии практически в тех же контекстах и в тех же выражениях характеризовал «Страну багровых туч» Марк Амусин. Стругацкие дебютировали на рубеже 1960-х годов, времени общественного подъёма, всеобщих надежд и энтузиазма. Успехи в космической, атомной и электронной отраслях также породили небывалый интерес общественности к научным достижениям. На некоторое время возникла иллюзия сжатия пространственно-временных границ — «Вселенная становилась соразмерной человеку». Ранние произведения Стругацких (от «Страны багровых туч» до «Возвращения») были Амусиным вписаны в один ряд с творениями писателей, представлявших аналогичное мировоззрение: Г. Гора, И. Ефремова, А. Казанцева. «Страна багровых туч» несла массу «мет времени» — пафоса пионерства, покорения и преодоления. Быков, Ермаков, Дауге и Юрковский сравнивались с мушкетёрами: такие же отважные, целеустремлённые и готовые на жертвы. Однако их рыцарственность делает их закованными в броню собственной добродетели, и они похожи друг на друга, хотя авторы в максимальной степени пытались индивидуализировать своих героев. Более того, герои «Страны…» ещё до конца не отделились от «могучей и прекрасной» техники покорения времени и пространства: писатели одинаково любовно описывали и планетолёт «Хиус», и атомный вездеход, понёсший героев к Урановой Голконде. Это своего рода «пуповина», связывавшая Стругацких с традиционной фантастикой пятидесятых годов XX века. Научно-технический романтизм ещё «бесхитростный», перед героями встаёт множество трудностей, но эти трудности понятны и ожидаемы, требуя лишь знаний, отваги, отличной реакции и способности пожертвовать собой. Ирина Васюченко также подчёркивала, что в книгах молодых Стругацких «жило неподражаемое ощущение эпохи», с её верой в близкое преображение мира и прогресс, «путь которого труден, но прям и прост». Казалось, что главным и единственным качеством человека должна быть жертвенная бескорыстная целеустремлённость. Именно поэтому «Страна багровых туч» пронизана «пафосом беззаветной работы умов и рук». Все тяжелейшие испытания героев на Венере оправданы в этой повести одним — важностью цели. Земной цивилизации нужны урановые рудники на Венере, «для тех, кто взошёл на борт „Хиуса“, этим сказано всё». Над традиционным научно-фантастическим сюжетом эту книгу возвышало «обаяние героев»: втайне чувствительного инженер-механика Быкова, бесстрашного «пижона и поэта» Юрковского, добродушного Крутикова. В первой же своей книге Стругацкие продемонстрировали умение создавать «несложные, но колоритные и привлекательные образы».
В предисловии к собранию сочинений Стругацких издательства «Текст» (1991—1994 годы) писатель Александр Мирер, выступая под псевдонимом «А. Зеркалов», называл «Страну багровых туч» заурядной книгой на более чем заурядный фантастический сюжет, соглашаясь с критикой начала 1960-х годов. Вместе с тем он приводил своё субъективное мнение, сравнивая «Страну» с «ужасающе скучной фантастикой пятидесятых годов» и говоря, что повесть производила ощущение «запаха молодой хвои».

### Авторское восприятие
Братья Стругацкие неоднократно выражали негативное отношение к своей дебютной повести. В интервью, взятом у Аркадия Стругацкого 17 марта 1982 года членами семинара молодых писателей-фантастов, Аркадий Натанович прямо сказал, что «поначалу была героическая литература, литература героев. О рыцарях без страха и упрёка. И без проблем. А? „Страна Багровых Туч“? Ну, какая там проблема?.. Сели, полетели. Трудно сказать что-либо о начале нашей деятельности… О том, когда именно мы начали работать… Первое наше произведение было реакцией на состояние фантастики в нашей стране… Уж очень плохо тогда было … с фантастикой…». Борис Стругацкий в оффлайн-интервью 21 июня 1998 года отметил, что соавторы уже в конце 1960-х годов недолюбливали свои ранние произведения и особенно «Страну багровых туч»: «Наверное, мы плохие родители». Позднее (23 сентября 1998 года) Б. Н. Стругацкий назвал повесть «самой неумелой» и «самой неудачной».
В предисловии ко второму дополнительному тому собрания сочинений издательства «Текст», датированному апрелем 1992 года, Борис Стругацкий высказался наиболее жёстко:

«Страна багровых туч» — наш первенец, неуклюжий, корявый и нелюбимый. <…> …Мы получили то, что получили: типичную повесть переходного периода, обремененную суконной назидательностью и идеологическими благоглупостями Фантастики Ближнего Прицела и в то же время не лишённую занимательности, выдумки, подлинной искренности и наивного желания немедленно, сейчас, создать нечто, достойное пера Уэллса или хотя бы Беляева. <…> Всё-таки прошло больше тридцати лет, многое в повести воспринимается сейчас не только как забавный анахронизм, но и как глупость, невежество и вообще бред собачий. Достаточно вспомнить хотя бы то обстоятельство, что действие повести разворачивается как раз в девяностых годах нашего века — и практически ничего, ну ничегошеньки в повести не похоже на то, что реально окружает сегодня её читателя!.
Спустя десятилетие Борис Стругацкий утверждал, что «не так уж и ругает» свой литературный дебют, но сравнивал «Страну багровых туч» с «глупым и нелепым поступком детства», о котором зачастую неприятно вспоминать.

### Критика эпохи постмодерна
Польский стругацковед Войцех Кайтох подчёркивал полемический характер «Страны багровых туч», которая выходила как за границы фантастики ближнего прицела, так и литературы для школьников (отсутствовали герои юношеского возраста, и было неясное упоминание о каком-то скандале на далёкой космической станции, закончившемся смертью жены Ермакова и запретом на работу в космосе женщин). Новаторской была даже ситуация: к моменту экспедиции на Венеру человечество осваивало Солнечную систему уже три десятилетия, тогда как в предыдущих произведениях полёт, как правило, был первым. По мнению критика, Стругацкие имели в своём распоряжении только устаревшие образцы и воспользовались беляевской фабульной схемой — «приключенческой повести о приключении». Остросюжетность подчёркивалась мотивом сенсационной тайны — «загадки Тахмасиба». Однако начинающие писатели не могли отказаться от соцреализма и «утяжелили» повесть производственным романом в фантастической обстановке. Фабула приключенческого травелога, как правило, строится на смене приключений от эпизода к эпизоду. В «Стране багровых туч» эта схема служила сюжетным «скелетом», тогда как содержание, типичное для производственного романа, основано на интриге и конфликте от столкновения двух сил. Стругацкие справились с исключительно сложной задачей, перенеся конфликт классов (или новаторов и консерваторов) в плоскость столкновения людей с дикой природой, обуздать которую есть главная миссия человечества. Герои постоянно подчёркивают, что ведут с персонифицированной Венерой войну и их потери сопоставимы с фронтовыми потерями. Решение конфликта было выдержано в духе «оптимистической трагедии»: уцелевшие космонавты слушают сигналы установленных ими радиомаяков и знают, что товарищи не напрасно погибли, что за ними придут другие. Сохранился даже конфликт новаторов и консерваторов: фотонная ракета позволит человеку стать хозяином Солнечной системы, но, если экспедиция провалится, консерваторы возьмут верх и космическая экспансия застопорится. Присутствует конфликт и внутри экипажа, где Юрковский наиболее слаб с точки зрения психофизической выдержки (космонавт и коммунист совершенно отрицательным быть не может) и пропагандирует первенство одиночек-романтиков, что неприемлемо для остальных. Самым серьёзным и одновременно вызывающим наибольшую симпатию персонажем является Быков, который в конце концов добился того, что Юрковский признал его авторитет.
По мнению В. Кайтоха, введение в приключенческое произведение производственной проблематики создавало неиллюзорную угрозу схематизации, искусственности построений. Однако Стругацких «спасли» юмор, индивидуализация языка и стремление к обыденности жизненных ситуаций. Почти идеальный Быков испытывает сильный страх, отчего отколотил человека в скафандре, от Дауге ушла жена — сестра Юрковского, и так далее. Впрочем, это касалось только персонажей первого плана, тогда как «стальной» Ермаков находился в русле традиции. Вполне возможно, что Стругацкие «попросту не считали художественной ошибкой возможность оставить некоторым героям функции лишь носителей пафоса». Своеобразной была и реальность коммунизма конца XX века: планета жила в мире. Это достигалось простейшим, но эффективным приёмом: упоминанием самых разных национальностей, представленных в космосе. «Демилитаризация» Быкова, окончившего бывшую школу автобронетанковых войск, может быть истолкована и как всемирное разоружение. С этим контрастирует милитаристская муштра и информационная регламентация в окружении Быкова, и вообще военная организация в космическом ведомстве. Руководитель подготовки к полёту Краюхин является абсолютным владыкой во всей организации. Ежеминутно он кого-то распекает за задержки выполнения работ, сам следит за каждой мелочью, поддерживает многоступенчатую систему секретности. Перенесение сталинских порядков в будущее вызывало у Кайтоха диссонанс и обвинения авторов в нелогичности.

…Повесть осталась интересным документом ограниченности человеческой фантазии, особенно в том, что касается общества. Станислав Лем упрекал когда-то американскую НФ в некотором социальном консерватизме. Это касается также и советской фантастики до определённого момента её истории.
Дмитрий Быков обратил внимание на то, что все герои Стругацких — это сильные люди с экстремальным опытом, да и вообще «самое страшное противоречие художественной Вселенной Стругацких заключается в том, что хороших людей формирует только война; что именно война является основным занятием этих хороших людей; что больше их взять неоткуда». Таким образом Стругацкие претворили в фантастической реальности свой личный опыт Великой Отечественной войны. Факт выживания на войне есть чудо, а стало быть, свидетельство о призвании. Отменить это призвание нельзя, «и потому надо его сначала в себе расчистить, а потом по мере сил ему следовать. Пока следуешь — будешь храним, потому что нужен. Это истинно военный императив, в мирном мире такого не сформулируешь».
Редактор и библиограф Леонид Филиппов в послесловии к «чёрному» собранию сочинений Стругацких сводил «Страну багровых туч» и рассказы «Чрезвычайное происшествие» и «Спонтанный рефлекс» к формуле «чистая НФ плюс немного соцреализма». Основной конфликт в этих произведениях сводился к описанию людей в экстремальных обстоятельствах. С позиции читателя XXI века Л. Филиппов утверждал, что в «Стране багровых туч» фантастика как таковая вообще не нужна и служит только для привлечения внимания. Описанный в повести человеческий конфликт легко может быть перенесён, например, в условия Заполярья. Данная коллизия иллюстрирует возможности фантастики завлечь читателя на размышления над любой тематикой. В дальнейшем Стругацкие отрефлексировали сочетание привлекательной оболочки и скрываемой сложной внутренней структуры, называя это «философским борщом».
Среди писателей и критиков XXI века изредка высказывается точка зрения, что раннее творчество Стругацких несправедливо осуждалось самими авторами. В таком контексте «Страна багровых туч» называется одной из вершин в творчестве Аркадия и Бориса Стругацких, продолжения которой («Путь на Амальтею», «Стажёры») не превосходили начальной повести. Г. Прашкевич и Д. Володихин в этом контексте отмечали, что «Техноромантизм, превращающий заклёпку на борту эскадренного броненосца или космического корабля в предмет восторженного поклонения, — естественная часть мужского взгляда на мир. Как в 50-х, так и сегодня, существует немало поклонников „твёрдой“, то есть „железячной“ НФ, хотя ныне их стало на порядок меньше. Для этих сегментов фэндома „Страна багровых туч“ была и остаётся одним из лучших произведений русскоязычной фантастики. Культовая вещь, подлинная наука, безоговорочное попадание в „яблочко“!».

### Послетекст. Рецепция

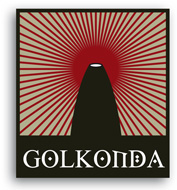
Логотип издательства «Golkonda-Verlag»

Писатель-фантаст Василий Щепетнёв в 1997 году по мотивам повести написал новеллу «Позолочённая рыбка», опубликованную в антологии «Время учеников-2» (составитель Андрей Чертков). По сюжету, экспедиция на Венеру изначально планировалась для взятия образцов формы жизни, питающихся радиоактивными элементами. Именно это позволило уничтожить на Западе все ядерные арсеналы и установить мировой коммунизм, хотя и не предотвратило мировой ядерной войны. Указанные особенности вызывали негодование некоторых рецензентов. Писательница и критик Мария Галина отметила, что В. Щепетнёв поместил коллизию «Страны багровых туч» в реальную историческую обстановку, существовавшую на момент её написания.
В 2010 году в Германии (в Мюнхене) было основано издательство «Golkonda-Verlag», специализирующееся на издании научной фантастики и фэнтези. Название было выбрано в честь повести «Страна багровых туч» (в немецком переводе «Atomvulkan Golkonda»), издательством, среди прочего, выпущено и собрание сочинений братьев Стругацких.
Компания Google в 2019 году посвятила дудл на странице поиска 60-летию первой публикации повести «Страна багровых туч». Дудл работы художницы Алисы Винанс представляет собой приоткрытую книгу, из которой вырывается пейзаж Венеры с астронавтом и вездеходом.

### Первоисточники
- Неизвестные Стругацкие. От «Страны багровых туч» до «Трудно быть богом»: черновики, рукописи, варианты / сост. С. Бондаренко. — Донецк : Сталкер, 2005. — 635 с. — (Миры братьев Стругацких). — ISBN 966-696-779-0.
- Неизвестные Стругацкие. Письма. Рабочие дневники. 1942—1962 гг. / сост. С. П. Бондаренко, В. М. Курильский. — Москва, Донецк : ACT, НКП, 2008. — 640 с. — (Миры братьев Стругацких). — ISBN 978-5-17-053845-4.
- Неизвестные Стругацкие. Письма. Рабочие дневники. 1963—1966 гг. / сост. С. П. Бондаренко, В. М. Курильский. — Киев : НКП, 2009. — 637, [3] с. — (Миры братьев Стругацких). — ISBN 978-5-17-055670-0.
- Стругацкий А., Стругацкий Б. Страна багровых туч : Научно-фантастическая повесть / Рисунки И. Ильинского. — М. : Детгиз, 1960. — 294 с.
- Стругацкий А., Стругацкий Б. Собрание сочинений. — М. : Текст, 1993. — Т. 2-й, дополнительный. Страна багровых туч: Повесть. Рассказы. Статьи, интервью. — 479 с. — 100 000 экз. — ISBN 5-87106-066-8.
- Стругацкий А., Стругацкий Б. Полное собрание сочинений в тридцати трёх томах / Составители: Светлана Бондаренко, Виктор Курильский, Юрий Флейшман. — Группа «Людены», 2015. — Т. 1: 1941—1957. — 416 с.
- Стругацкий А., Стругацкий Б. Полное собрание сочинений в тридцати трёх томах / Составители: Светлана Бондаренко, Виктор Курильский, Юрий Флейшман. — Группа «Людены», 2015. — Т. 2: 1958. — 451 с.
- Стругацкий А., Стругацкий Б. Полное собрание сочинений в тридцати трёх томах / Составители: Светлана Бондаренко, Виктор Курильский, Юрий Флейшман. — Группа «Людены», 2016. — Т. 3: 1959. — 455 с.
- Стругацкий А., Стругацкий Б. Полное собрание сочинений в тридцати трёх томах / Составители: Светлана Бондаренко, Виктор Курильский. — Группа «Людены», 2020. — Т. 31: 1997—2000. — 598 с.
- Стругацкий Б. Н. Интервью длиною в годы: по материалам офлайн-интервью / Сост. С. П. Бондаренко. — М. : АСТ, 2009. — 508 с. — (Миры братьев Стругацких). — ISBN 978-5-17-044777-0.

### Критическая полемика советского времени
- Бритиков А. Ф. Отечественная научно-фантастическая литература (1917—1991 годы). — 2-е изд., испр. — СПб. : Борей-Арт, 2005. — Кн. 1: Научная фантастика — особый род искусства. — 308 с.
- Васюченко И. Отвергнувшие воскресенье. (Заметки о творчестве Аркадия и Бориса Стругацких) // Знамя : Орган Союза писателей СССР. — 1989. — № 5 (май). — С. 216—225.
- Горин Г. Путешествие на Венеру // Знание — сила. — 1959. — № 12. — С. 50.
- Днепров А. Научная фантастика для исследования будущего // Молодой коммунист. — 1961. — № 8. — С. 112—119.
- Зеркалов А. Игра по собственным правилам // Стругацкий А., Стругацкий Б. Собрание сочинений. — М. : Текст, 1991. — Т. 1: Повести и рассказы. Извне. Путь на Амальтею. Стажёры. Рассказы. — С. 5—18. — 428 с. — 225 000 экз. — ISBN 5-87106-007-2.
- Кагарлицкий Ю. Послесловие // Стругацкий А., Стругацкий Б., Страна багровых туч. Днепров А. Глиняный бог / Рисунки В. Юдина. — М. : Детская литература, 1969. — С. 486—494. — 496 с. — (Библиотека приключений; 17).
- Нудельман Р. Возвращение со звёзд // Техника — молодёжи. — 1964. — № 5. — С. 24—25.
- Сербиненко В. Три века скитаний в мире утопии. Читая братьев Стругацких // Новый мир : Орган Союза писателей СССР. — 1989. — № 5 (май). — С. 242—255.
- Урбан А. А. От техники к человеку // Фантастика и наш мир. — Л. : Советский писатель, 1972. — С. 158—211. — 256 с.

### Монографии и статьи
- Амусин М. Далеко ли до будущего? // Нева : Орган Союза писателей РСФСР и Ленинградской писательской организации. — 1988. — № 2. — С. 153—160.
- Бреева Т. Н. Деконструкция утопического дискурса в цикле произведений братьев Стругацких «Мир Полудня» // Известия Уральского федерального университета. Серия 2: Гуманитарные науки. — 2015. — Т. 136, № 1. — С. 226—235.
- Вишневский Б. Л. Двойная звезда: Миры братьев Стругацких. — СПб. : Дом Галича, 2022. — 456 с.
- Володихин Д. М., Прашкевич Г. М. Братья Стругацкие. — М. : Молодая гвардия, 2012. — 350 с. — (Жизнь замечательных людей, вып. 1331). — ISBN 978-5-235-03475-4.
- Кайтох В. Братья Стругацкие / Пер. с пол. В. Борисова // Стругацкий А. Н., Стругацкий Б. Н. Собрание сочинений. В 11 т. — Донецк : Сталкер, 2003. — Т. 12, дополнительный. — С. 409—638. — 699 с. — ISBN 966-696-215-2.
- Лисовицкая В. Н. Поиск «другого» в прозе братьев Стругацких 50-х годов // Культура и текст. — 2022. — № 1 (48). — С. 57—67. — doi:10.37386/2305–4077–2022–1–57–67.
- Неронова И. В. Раннее творчество братьев Стругацких: поиск индивидуального стиля // Проблемы исторической поэтики. — 2016. — Вып. 4: Поэтика фантастического. — С. 222—235. — ISSN 1026-9479. — doi:10.15393/j9.art.2016.3746.
- Скаландис А. Братья Стругацкие. — М. : АСТ, 2008. — 702 с. — ISBN 978-5-17-052684-0.
- Снигирев А. В. «Астронавты» в «Стране багровых туч»: ещё раз о проблеме «Стругацкие — Лем» // Уральский филологический вестник. Серия: Русская литература XX—XXI веков: направления и течения. — 2015. — № 2. — С. 175—182.
- Филиппов Л. От звёзд — к терновому венку. Чутьё на неисправности // Стругацкий А., Стругацкий Б. Собрание сочинений в 11 т. — Донецк, Санкт-Петербург : Сталкер, Terra Fantastica, 2001. — Т. 11: Неопубликованное. Публицистика. — С. 636—725. — 736 с. — ISBN 966-596-456-9.
- Черняховская Ю. Братья Стругацкие: письма о будущем. — М. : Книжный мир, 2016. — 384 с. — ISBN 978-5-8041-0878-7.